# HMS Tiger (1913)
La HMS Tiger fu un incrociatore da battaglia della Royal Navy e l'undicesima nave a portare questo nome. È stata costruita dalla John Brown and Company di Clydebank (Scozia), ed è stata varata nel 1913. La HMS Tiger, unica nave della sua classe, fu l'incrociatore da battaglia più pesantemente corazzato della Royal Navy dall'inizio della Prima Guerra Mondiale, ma quando essa iniziò non era ancora pronta per essere utilizzata in combattimento. La nave venne assegnata al 1st Battlecruiser Squadron (prima squadra incrociatori da battaglia) durante la guerra e partecipò alla battaglia di Dogger Bank agli inizi del 1915. In seguito partecipò alla battaglia dello Jutland, nel 1916, dove subì estesi danni mantenendosi, però, in navigazione. Dopo aver fornito una copertura a distanza durante la battaglia di Helgoland nel 1917, spese il resto della guerra pattugliando senza altri scontri il Mare del Nord.
Nel dopoguerra il HMS Tiger fu l'incrociatore da battaglia più datato che la Royal Navy mantenne in servizio in seguito ai limiti di tonnellaggio imposti dal Trattato navale di Washington, che entrarono in vigore nel 1922. Nel 1924 venne utilizzata come nave per l'addestramento al tiro ed in seguito si unì al Battlecruiser Squadron nel 1929 quando la sua nave ammiraglia, la HMS Hood, subì un lungo riadattamento. Al ritorno in servizio della HMS Hood nel 1931, la HMS Tiger venne radiata e venduta per essere smantellata nel 1932 in conformità con i termini del Trattato navale di Londra del 1930.

## Progettazione e descrizione
Il HMS Tiger fu l'unico incrociatore da battaglia autorizzato nel Programma Navale del 1912-1913. Secondo lo storico navale Siegfried Breyer, fu considerata la realizzazione di una nave gemella, chiamata Leopard, nel programma ma la sua realizzazione venne rimandata sino al 1914 come sesto membro della Classe Queen Elizabeth, ma non c'è alcuna traccia di altri incrociatori nella contabilità della marina prima del 1914.

### Caratteristiche generali
Il Tiger aveva una lunghezza complessiva di 214,6 m, un baglio massimo di 27,6 m ed un pescaggio a pieno carico di 9,88 m. Dislocava 28.430 long tons (28.890 t) in assetto normale e 33.260 long tons (33.790 t) a pieno carico. Nonostante il Tiger fosse più lungo di soli 1,2 m ed appena 0,4 m più largo del Queen Mary, l'incrociatore da battaglia che lo aveva preceduto, dislocava quasi 2.000 t in più rispetto al progetto precedente. Aveva un'altezza metacentrica di 6.1 ft (1,9 m) a pieno carico. Nel settembre 1914, il suo equipaggio contava 1.112 uomini tra ufficiali e marinai; nell'aprile 1918, arrivarono a 1.459 unità.

### Propulsione
La nave era dotata 2 coppie di turbine Brown-Curtis installate in due sale macchine separate. Una coppia di turbine era costituita dalla turbina ad alta pressione che azionava l'asse dell'elica esterno e quella a bassa pressione azionante l'asse più interno delle eliche. Le eliche tripala avevano un diametro di 13 piedi 6 pollici (4,11 m). Il vapore era fornito da 39 caldaie a tubi d'acqua Babcock & Wilcox installate in cinque compartimenti, la pressione di esercizio era di 235 psi (1 620 kPa; 17 kg/cm²). La potenza totale sviluppata dall'apparato era di  85 000 cavalli vapore all'albero di trasmissione (63 000 kW) con un picco massimo, ottenuto solo nelle prove in mare prima dell'entrata in servizio, di 104 635 shp (78 026 kW). La velocità operativa era di 28 nodi (52 km/h), maggiore di un nodo di quella di progetto.
La capacità di carico del combustibile era di 3 800 long ton (3 900 t) di nafta e di 3 340 long ton (3 390 t) di carbone, per un totale di 7 140 long ton (7 250 t)—molto di più di quanto portasse la Queen Mary (4 800 long ton (4 900 t)). I dati disponibili (non ufficiali) del consumo giornaliero in crociera del Tiger sono di 1 245 long ton (1 265 t) alla velocità di 24 nodi (44 km/h) che avrebbero consentito un'autonomia massima di 3 300 miglia nautiche (6 100 km). La Queen Mary, nelle stesse condizioni, poteva procedere per 2 400 miglia nautiche (4 400 km). Gli impianti elettrici interni della nave erano alimentati da quattro generatori a corrente continua per una potenza totale di 750 chilowatt (1 010 hp) a 220 volt.

### Armamento
Il Tiger era dotato di otto cannoni da 343 mm e 45 calibri BL 13.5-inch Mk V sistemati in quattro torrette binate ad azionamento idraulico, denominate 'A', 'B', 'Q' ed 'X' dalla prua alla poppa. L'affusto consentiva una depressione di −5° ed un'elevazione di +20°, tuttavia l'apparecchio di punteria generale consentiva un alzo di soli 15° 21' finché non vennero installati dei prismi aggiuntivi prima della Battaglia dello Jutland nel maggio del 1916 per permettere la massima elevazione. Erano in grado di lanciare proietti del peso di 1 400 libbre (635 kg)  con una velocità alla volata di 2 491 ft/s (759 m/s); alla massima elevazione di 20°, la gittata massima era di 23 740 iarde (21 710 m). Il rateo di tiro raggiungibile era di circa due colpi minuto. La provvista di proietti era di 1040 unità in assetto di guerra, 130 proietti per arma.
L'artiglieria secondaria era formata da dodici cannoni da 152 mm per 44,9 calibri BL 6-inch Mk VII posti in casamatta. L'installazione consentiva una depressione di −7° ed una elevazione massima di 14°. Erano dotati di proiettili da 100 libbre (45 kg) lanciati con una velocità alla volata di circa 2 770 ft/s (840 m/s); la gittata massima era così di 12 200 yd (11 200 m). erano dotati di 120 proiettili per arma. Sul ponte di battaglia ai lati della torre di comando, per la difesa antiaerea, erano installati due cannoni da 76,2 mm per 45 calibri, QF 3 inch 20 cwt montato su affusti antiaereo Mark II. La massima elevazione era di +90°, i proiettili avevano un peso di 12,5 libbre (5,7 kg) ed venivano accelerati alla volata fino a 2 604 ft/s (794 m/s). La quota effettiva raggiungibile era di 23 000 ft (7 000 m). All'inizio, il Tiger trasportava 300 proiettili per arma, ma la dotazione fu ridotta a 150 durante la guerra.
Sotto la linea di galleggiamento erano installati quattro lanciasiluri per siluri da 533 mm Mk VIII, due per bordata, posti, uno, all'esterno verso prua, della barbetta 'A' ed l'altro, all'esterno, verso poppa, della barbetta 'X'. La dotazione era di 20 siluri Mark II***, dotati di una testata di 400 libbre (181 kg) di TNT. Potevano essere lanciati a due velocità predefinite; a 45 nodi (83 km/h) raggiungevano 4 500 iarde (4 100 m), o 10 750 iarde (9 830 m) ad una velocità di 29 nodi (54 km/h).

### Controllo del tiro
Le batterie principali del Tiger erano controllate indifferentemente da due apparecchi di punteria generale. L'apparecchio principale era posto nella coffa dell'albero di prua e l'altro era installato nella torre di comando dei siluri.
I dati ottenuti dai telemetri da 9 piedi (2,7 m) posti, in una torretta blindata, sopra la torre di comando e nelle torrette 'B' e 'Q' venivano trasmessi ad una Dreyer Fire Control Table Mk IV posta nella sala controllo al di sotto della linea di galleggiamento. Le osservazioni raccolte venivano mappate ed inserite nella tavola di tiro Dreyer da cui si ottenevano le soluzioni di tiro che venivano inviate agli apparecchi di punteria ed alle torrette. Per la gestione tattica del tiro un Dumaresq Mark VII* era installato nella torre di comando e un'altra sala comando fu installata per la gestione delle batterie secondarie, tuttavia, fino al 1915 non vennero installati due apparecchi di punteria, uno per bordo, per le batterie secondarie.
La tecnologia del controllo del tiro avanzò velocemente negli anni precedenti la prima guerra mondiale, il tiro delle batterie centralizzato con l'apparecchio di punteria generale fu uno dei principali progressi. L'apparecchio di punteria consentiva di tenere sotto tiro l'obiettivo da un punto elevato della nave e, con dei teletrasmettitori elettrici, forniva l'elevazione ed l'angolo di tiro alle torrette, i cui equipaggi dovevano solo caricare e seguire gli indicatori elettrici mentre il fuoco veniva dato elettricamente dall'apparecchio di punteria, questo permetteva un'osservazione accurata delle colonne d'acqua sollevate dai proietti intorno al bersaglio e permetteva di compensare gli effetti del rollio della nave.
Durante la guerra i telemetri del Tiger furono aumentati in numero ed apertura. Per la fine della guerra furono installati nella torretta 'A' e 'Q' dei telemetri aventi una base di 25 piedi (7,6 m) mentre nella torretta 'X', nella torretta blindata sopra la torre di comando, e nella torre di comando dei siluri furono montati strumenti da 15 piedi (4,6 m). Un altro telemetro da 12 piedi (3,7 m) fu montato sulla coffa di prua ed tre apparecchi da 9 piedi (2,7 m) nella torretta 'B', e nella torre di comando sopra la plancia. Un telemetro antiaereo da 6 piedi 6 pollici (2,0 m) fu installato sul tetto della coffa per il tiro dei cannoni antiaerei..

### Protezione

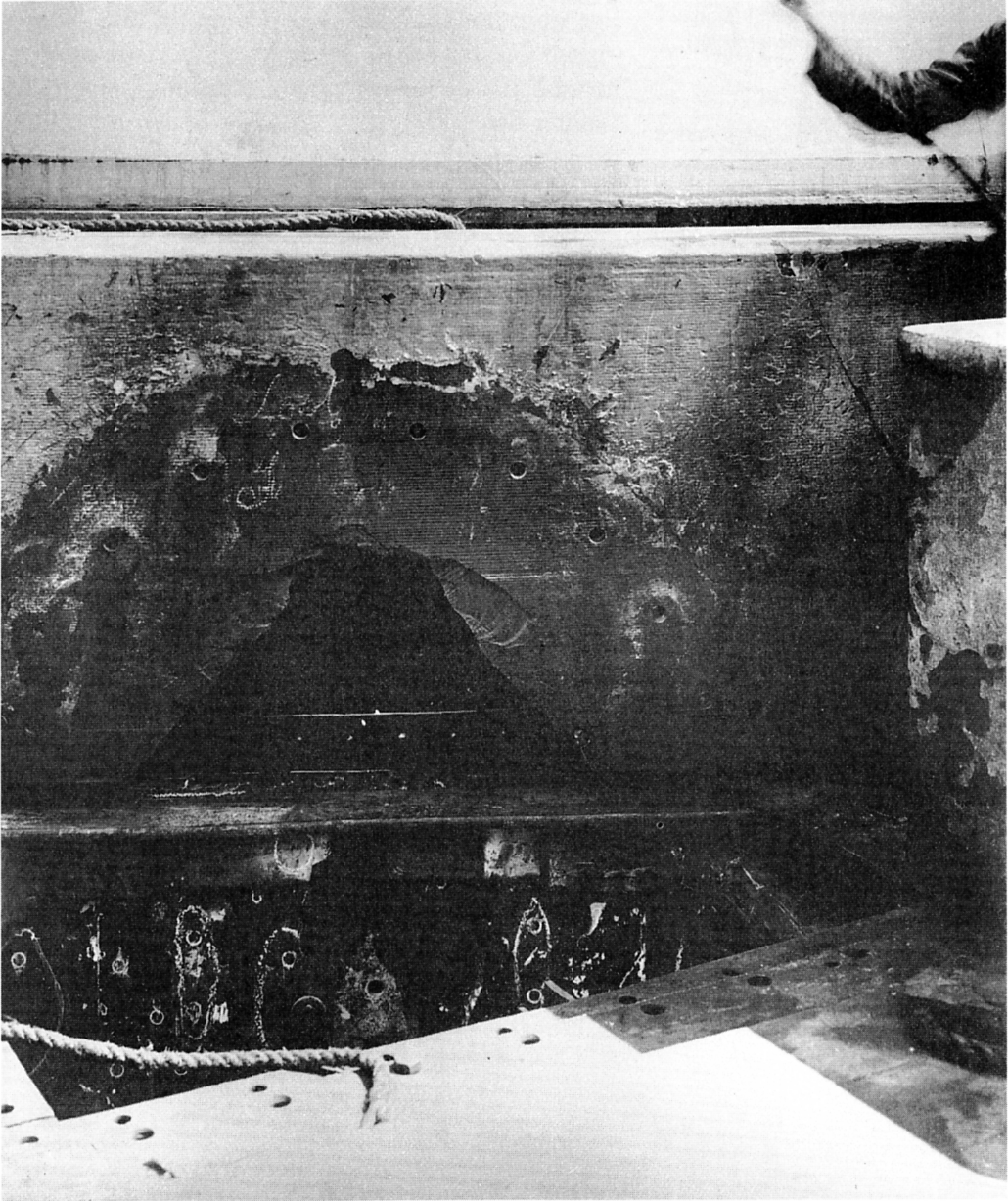
Danni subiti alla base della torretta 'X' durante la Battaglia di Jutland nel 1916

La protezione del Tiger era simile a quello della Queen Mary; la sua cintura corazzata era formata da acciaio Krupp spesso 229 mm a centronave.
Si assottigliava fino a 4 pollici (102 mm) verso le estremità senza, però, coprirle. L'altezza della cintura corazzata era stata ridotta da 36 fino a 27 pollici (914 fino a 686 mm) al di sotto della linea di galleggiamento, tuttavia era stato aggiunto un corso di fasciame blindato, spesso 3 pollici (76 mm), largo 3 piedi 9 pollici (1,14 m) che si estendeva dalla barbetta 'A' fino a coprire la barbetta 'B'. L'installazione si basava sull'esperienza della Vickers nella costruzione dell'incrociatore da battaglia giapponese Kongo.
Come la classe Lion e la Queen Mary, il Tiger era dotata di una corazzatura del bordo superiore da  6 pollici (152 mm) che si assottigliava, in maniera analoga alla corrispondente cintura corazzata, fino a  5 pollici (127 mm) oltre le torrette più esterne. Al contrario degli incrociatori da battaglia citati, il Tiger era dotato di una linea di fasciame blindato da  6 pollici (152 mm) a protezione delle batterie secondarie. Una paratoia trasversale da 4 pollici (102 mm) chiudeva le due estremità della cittadella. Per la protezione dei ponti di battaglia era impiegato acciaio ad alta resistenza con spessori compresi tra 1 fino a 1,5 pollici (25 fino a 38 mm).
Le torrette erano protette sul fronte ed ai lati da una corazza spessa 9 pollici (229 mm) mentre il tetto era spesso da 2,5 fino a 3,25 pollici (64 fino a 83 mm). Le barbette erano protette, nella zona fuori dalla cittadella, con uno spessore tra 8 fino a 9 pollici (203 fino a 229 mm), che diminuiva nelle zone comprese all'interno della cittadella corazzata fino a 4 pollici (102 mm). La torre di comando principale era dotata di un tetto spesso 3 pollici (76 mm) e le pareti da 10 pollici (254 mm). Le tubolature di comunicazione erano protette da una corazza compresa tra 4 fino a 3 pollici (102 fino a 76 mm). La torre di comando di poppa era dotata di pareti da 6 pollici (152 mm) ed un tetto spesso 3 pollici (76 mm). Una controcarena antisiluro in acciaio ad alta resistenza compresa fra 1,5 fino a 2,5 pollici (38 fino a 64 mm) era posta all'esterno delle santabarbara e delle camere di caricamento proietti. Dopo che la battaglia dello Jutland rivelò la vulnerabilità della nave al tiro spiovente, furono aggiunte complessivamente circa 295 long ton (300 t) di protezione divise tra i tetti delle torrette, i ponti al di sopra delle santabarbara e le paratoie che separavano le batterie secondarie.

## Servizio

### Prima guerra mondiale
Il Tiger fu impostato nei cantieri della John Brown and Company a Clydebank il 6 giugno 1912. Fu varata il 15 dicembre 1913 ed entrò in servizio nella Royal Navy il 3 ottobre 1914, con un costo di 2.593.100 sterline, armamento compreso. All'inizio della prima guerra mondiale, nell'agosto del 1914, la nave era ancora in costruzione. Il 3 agosto 1914 il capitano Henry Bertram Pelly fu assegnato al comando della nave ancora in completamento. Il 6 novembre si congiunse con la sua squadra a Scapa Flow. Dopo la battaglia di Coronel e l'impiego di tre incrociatori da battaglia nella caccia all'Ostasiengeschwader, al Tiger fu ordinato di interrompere i test di tiro presso Berehaven, ed iniziare l'addestramento in mare. David Beatty descrisse il Tiger al First Sea Lord, Admiral of the Fleet Lord Fisher of Kilverstone, come 
(David Beatty)
Le difficoltà tecniche che affliggevano il Tiger indussero Beatty ad inviare, per la fine di dicembre,  l'ingegnere capo della squadra, il capitano Charles G. Taylor (successivamente caduto durante la battaglia del Dogger Bank), per aiutare i tecnici sulla nave a risolverle. Alle difficoltà tecniche si aggiungeva una decisione dell'Ammiragliato che portò tutti i disertori che erano stati rimessi in servizio in un'unica nave: il Tiger.

#### Battaglia di Dogger Bank
Nel gennaio 1915, divenne evidente ai tedeschi che le navi britanniche effettuavano azioni di ricognizione nella zona del Dogger Bank. L'ammiraglio Ingenohl era inizialmente riluttante a cercare di distruggere queste forze nemiche, poiché la Von der Tann era in bacino di carenaggio per manutenzione, rendendo più debole la sua squadra di incrociatori da battaglia. Ma il Konteradmiral Richard Eckermann, capo di stato maggiore della Hochseeflotte, insisté sull'opportunità dell'operazione, e così Ingenohl cedette e ordinò a Hipper di effettuare un raid presso il Dogger Bank.
Il 23 gennaio, Hipper uscì, con la sua bandiera sulla Seydlitz, seguita dalla Moltke, la Derfflinger, e la Blücher, insieme agli incrociatori leggeri Graudenz, Rostock, Stralsund, e Kolberg scortati da 19 torpediniere.
L'intercettazione e la decrittazione delle comunicazioni radio della flotta tedesca giocarono un ruolo importante. Nonostante non fossero riusciti a scoprire gli esatti piani di battaglia, i crittografi della Room 40 furono in grado di capire che Hipper avrebbe condotto delle operazioni nella zona del Dogger Bank. Per contrastarlo la squadra di incrociatori da battaglia di Beatty (1st Battlecruiser Squadron), quella del contrammiraglio Archibald Moore (2nd Battlecruiser Squadron) e la squadra di incrociatori leggeri del commodoro William Goodenough (2nd Light Cruiser Squadron) si sarebbero incontrate con la Harwich Force del commodoro Reginald Tyrwhitt alle ore 8:00 del 24 gennaio, a circa 30 miglia a nord del Dogger Bank.
Alle 08:14, il Kolberg avvistò l'incrociatore leggero HMS Aurora ed alcune cacciatorpediniere della Harwich Force. L'Aurora interrogò il Kolberg con la fotoelettrica per l'identificazione, così il Kolberg attaccò l'Aurora e la colpì con due proietti. L'Aurora rispose al fuoco e a sua volta, piazzò due colpi sull'avversario. Hipper immediatamente si diresse verso dove si stava combattendo, quando, quasi simultaneamente, lo Stralsund segnalò una grande scia di fumo a nord-est della sua posizione. Il fumo segnalava la presenza di un gran numero di navi da battaglia britanniche in rapido avvicinamento.
Hipper virò verso sud per fuggire, ma la velocità della sua squadra era limitata a 23 nodi, che era la velocità massima del vecchio incrociatore corazzato Blücher. Gli incrociatori da battaglia britannici inseguivano a 27 nodi, e presto raggiunsero le navi tedesche. Alle 09:52, il HMS Lion aprì il fuoco sul Blücher da una distanza di circa 18.300 m; subito dopo, il HMS Queen Mary ed il HMS Tiger aprirono il fuoco.
Alle ore 10:09, le navi britanniche colpirono per la prima volta il Blücher. Due minuti dopo, le navi tedesche risposero al fuoco, concentrando il fuoco principalmente sul Lion, da una distanza di 15.460 m. Alle 10:28, il Lion fu colpito sulla linea di galleggiamento, si formò una falla che causò l'allagamento di una stiva del carbone. Per le 10:30, la HMS New Zealand, la quarta nave nella linea britannica, raggiunse la distanza di tiro per il Blücher ed aprì il fuoco. Alle 10:35, la distanza di tiro si era ridotta a 16 000 m, a questa distanza l'intera linea tedesca era sotto il tiro delle navi britanniche. Beatty ordinò ai suoi incrociatori da battaglia di ingaggiare le rispettive controparti nella linea tedesca. Comunque, la confusione sul Tiger portò il capitano Pelly a ritenere di dover colpire il Seydlitz, la circostanza permise al Moltke di combattere indisturbato.
A questo punto, le navi tedesche avevano iniziato il tiro di distruzione sul Lion colpendolo ripetutamente. Alle 11:01, un proietto da 150 mm del Seydlitz colpì il Lion e mise fuori uso due generatori elettrici. Alle 11:18, Lion fu colpito da due proietti da 305 mm del Derfflinger, uno colpì la linea di galleggiamento e penetrò la murata, facendo penetrare l'acqua di mare nel serbatoio di alimentazione delle turbine. Questo danno disabilitò il Lion perché costrinse l'arresto delle macchine per evitare la contaminazione con l'acqua di mare.

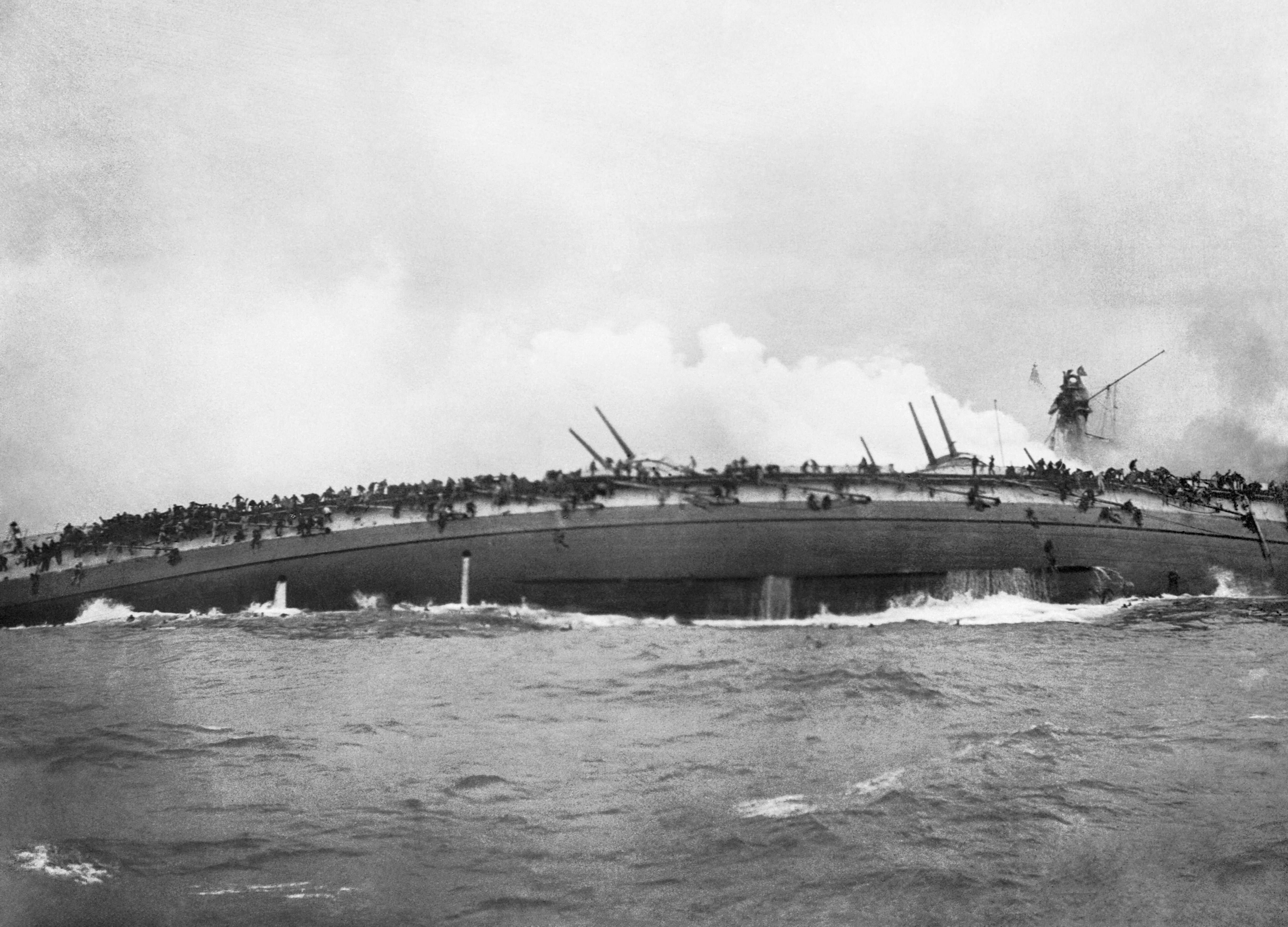
L'incrociatore Blücher affonda.

A questo punto il Blücher era pesantemente danneggiato dopo aver incassato numerosi colpi dei massimi calibri britannici. Comunque l'inseguimento si interruppe quando furono ricevuti diversi avvisi del rilevamento di numerosi sommergibili tedeschi sulla rotta delle navi britanniche; Beatty ordinò di effettuare manovre evasive, che permisero alle navi tedesche di aumentare il distacco. Nel frattempo, l'ultimo generatore funzionante del Lion smise di funzionare, causando il rallentamento della nave a 15 nodi. Beatty, dal Lion danneggiato, ordinò al resto della sua squadra di "Engage the enemy's rear" ("Ingaggiate la retroguardia del nemico") ma la confusione dei segnali ottici portarono le navi a mirare solo al Blücher che fu affondata, permettendo al Moltke, Seydlitz, ed al Derfflinger di fuggire. Quando Beatty riuscì a comunicare di nuovo con le sue navi, dopo essersi trasferito sulla Princess Royal, le navi tedesche erano troppo lontane per poter essere raggiunte; alle 13:50 rinunciò all'inseguimento.

Nella battaglia, il Tiger fu colpito da sei proietti, di cui il più efficace fu un colpo da 280 mm che esplose sul tetto della torretta 'Q'. Nonostante che la maggior parte della forza dell'esplosione si disperse verso l'esterno, alcuni frammenti del proietto penetrarono nel tetto, danneggiando il meccanismo di carica del cannone sinistro e bloccarono l'apparato di rotazione della torretta rendendola inservibile. Nella battaglia morirono dieci membri dell'equipaggio e ci furono 11 feriti. Le riparazioni sul Tiger furono ultimate l'8 febbraio. Come negli altri incrociatori da battaglia britannici, il tiro del Tiger fu rapido ma impreciso, ottenendo solo due centri su 355 proietti da 13,5 pollici (340 mm) lanciati, uno sul Seydlitz e l'altro sul Derfflinger. Le sue prestazioni furono notate e commentate dai vertici della Royal Navy: Lord Fisher criticò aspramente l'operato del comandante del Tiger Pelly, definendolo un poltroon (un "inetto vigliacco") aggiungendo che "The Tiger's gunnery seems to have been villainously bad on January 24, yet she seems to have had a lot of practice" ("Il tiro del Tiger sembra sia stato terribilmente scarso il 24 gennaio, sembra che abbia ancora bisogno di tanto esercizio"). In un memorandum dell'11 febbraio 1915 Beatty espose a Pelly dove avesse mal interpretato i suoi ordini, esponendo il comportamento del Tiger nella battaglia, colpo dopo colpo, confrontandolo con le altre navi presenti. Nel paragrafo finale mantenne, tuttavia un tono conciliatorio: 
(David Beatty)
Nel dicembre del 1915 la nave fu sottoposta ad una revisione.

#### Battaglia dello Jutland

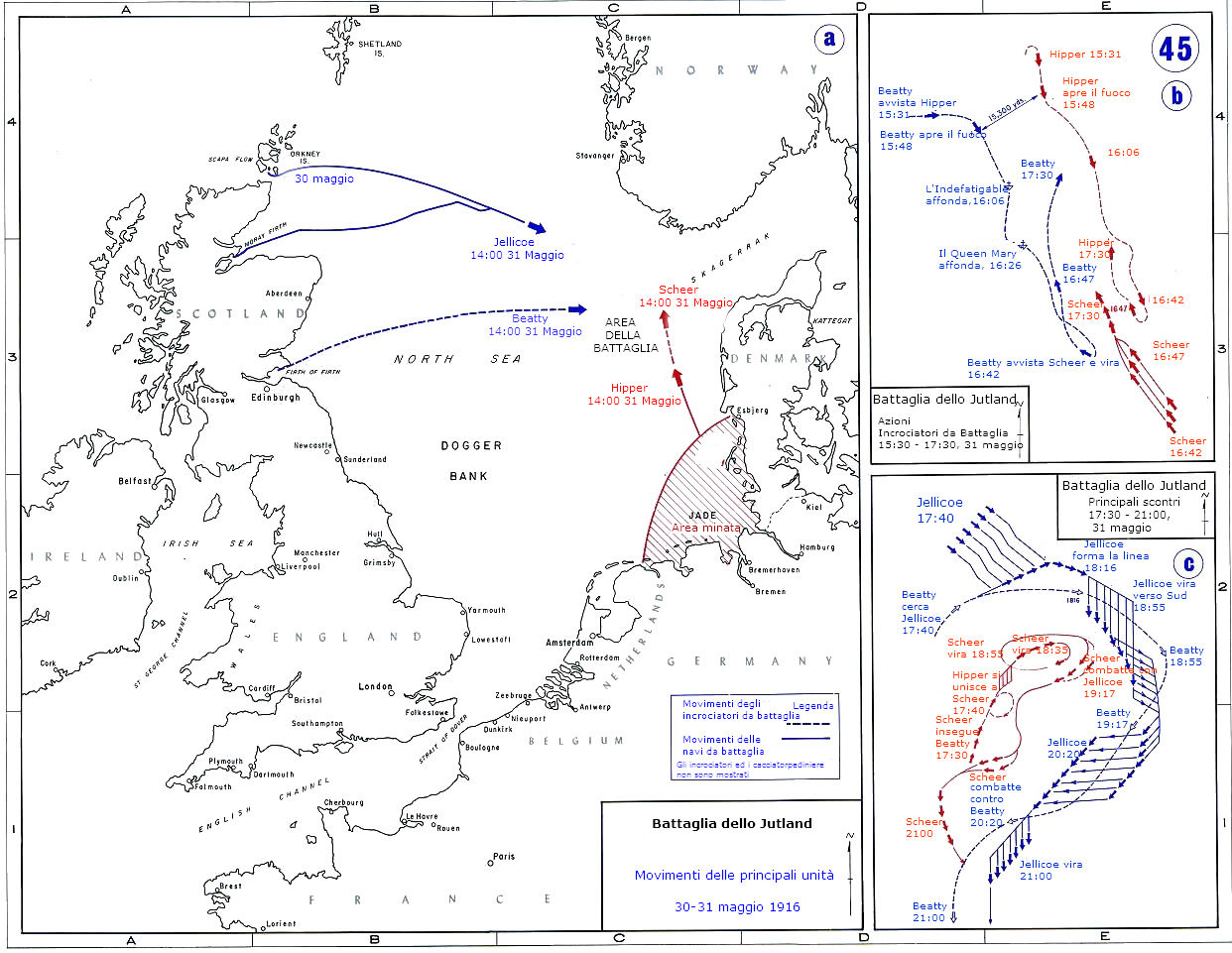
Schema della Battaglia dello Jutland

La sera del 31 maggio 1916, il Tiger con la sua squadra (1st Battlecruiser Squadron) prese il mare insieme alla flotta degli incrociatori da battaglia al comando dell'ammiraglio Beatty, per intercettare una sortita della Hochseeflotte nel Mare del Nord. La decrittazione dei messaggi radio della marina tedesca permise alla flotta britannica di anticipare la sortita avversaria e di prendere il mare prima di essa. Il I. Aufklärungsgruppe (I Gruppo da ricognizione) di Hipper avvistò la Battle Cruiser Fleet (flotta degli incrociatori da battaglia) ad occidente alle 15:20, ma le navi di Beatty non avvistarono i loro avversari ad est prima delle 15:30. Due minuti dopo, Beatty ordinò di virare est-sudest, nel tentativo di tagliare la ritirata delle navi tedesche, e diede l'ordine di prepararsi al combattimento. Hipper ordinò di virare a destra, allontanandosi dalle navi britanniche, per assumere una rotta verso sud-est, e ridusse la velocità a 18 nodi (33 km/h) per permettere agli incrociatori del II. Aufklärungsgruppe (2º gruppo da ricognizione) di ricongiungersi. Con questa manovra, Hipper cercava l'appoggio della flotta tedesca, che lo seguiva 60 miglia (97 km) indietro. Beatty seguì verso est, poiché era ancora troppo a nord per frapporsi tra Hipper ed i suoi porti.

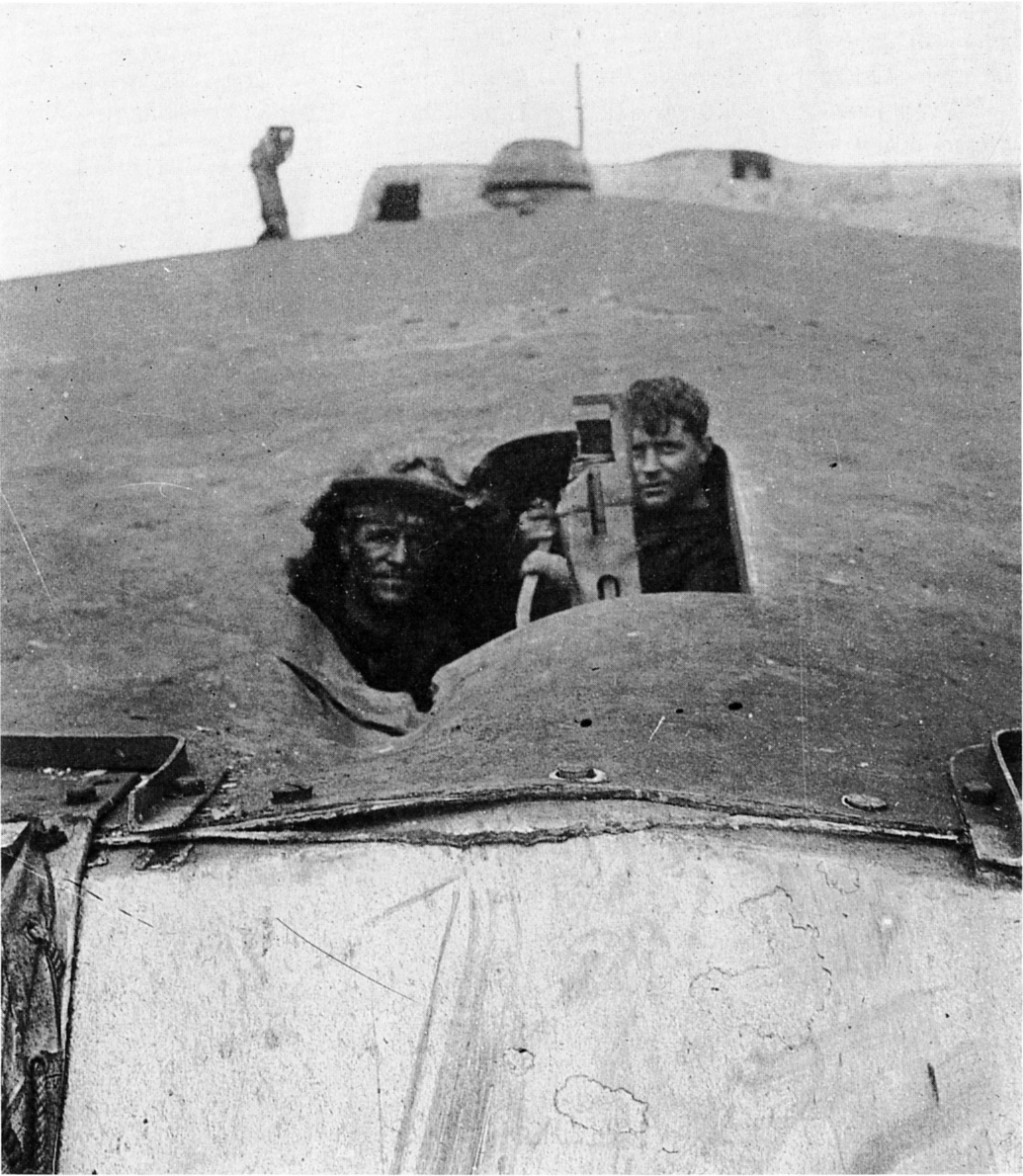
Battaglia dello Jutland, il tetto della torretta 'Q' del Tiger mostra i danni di un proietto da

Questa prima fase dello scontro venne successivamente definita "la corsa verso sud" dato che Beatty virò verso est-sudest 15:45, allineandosi alla rotta di Hipper ad una distanza di meno di 18 000 iarde (16 000 m). I tedeschi aprirono il fuoco per primi alle 15:48, i britannici risposero. Le squadre britanniche erano ancora in fase di virata, solo le prime due navi, la Lion ed la Princess Royal, avevano formato la linea da battaglia. La prima squadra del Tiger era ancora in linea di rilevamento, il Tiger era la nave più indietro ad ovest, la più vicina alla linea tedesca. Il quadrato del Tiger non interpretò correttamente gli ordini di Beatty sull'ordine di fuoco, con il risultato che sia la Queen Mary che il Tiger mirarono al Moltke, invece che al Seydlitz come avrebbe voluto Beatty. Il tiro delle navi tedesche fu accurato dall'inizio, con il Tiger colpito sei volte dal Moltke nei primi sette minuti di fuoco; le torrette 'Q' ed 'X' furono messe fuori uso, ma la nave continuò ad essere operativa. Per le 15:54, la distanza fra le flotte si ridusse fino a 12 900 iarde (11 800 m); Beatty ordinò di virare di due quarte a destra per aumentare la distanza alle 15:57.
Attorno alle 16:00, l'Indefatigable fu colpito da due o tre proietti dal Von der Tann alle 16:03 dopo aver incassato altri colpi esplose affondando in pochi minuti. 
La distanza fra le due linee aumentò gradualmente fino ad impedire un tiro efficiente, così Beatty ordinò di riaccostare di quattro quarte tra le 16:12 e le 16:15. Per le 16:15 la distanza si era ridotta a 14 400 iarde (13 200 m) e l'ammiraglio Beatty ordinò alla flotta di virare due quarte a sinistra per aumentare di nuovo la distanza. Nel mentre la Queen Mary fu colpita da alcune salve ravvicinate e le santabarbara di prua esplosero distruggendo la nave. Il Tiger, seguiva direttamente la Queen Mary ad una distanza di sole 500 iarde (460 m), diede tutto timone a sinistra per evitare di investire il relitto in fiamme. Alle 16:30, l'incrociatore leggero Southampton, che esplorava in avanguardia alla flotta di Beatty, avvistò le prime navi della flotta tedesca che si avvicinava da sud alla velocità massima. tre minuti dopo, poté avvistare gli alberi dell'ammiraglia di Reinhard Scheer, ma attese altri cinque minuti prima di fare rapporto. Beatty mantenne la sua rotta verso sud per altri due minuti, prima di ricevere conferma dell'avvistamento ed ordinare l'inversione di rotta alla sua flotta. A questo punto il Tiger era stato colpito 17 volte, tutti proietti lanciati dalla Moltke tranne uno, ma rimaneva in navigazione.
Alle 16:58 il cannone destro della torretta 'A' del Tiger ebbe un guasto al meccanismo di controllo del rinculo che lo mise fuori uso per il resto della battaglia.
Gli incrociatori da battaglia tedeschi virarono anch'essi ad inseguire la flotta di Beatty, ma, sviluppando una maggiore velocità, la flotta britannica uscì presto dal tiro avversario. Dopo la virata verso nord, Beatty accostò verso nord-est per avvicinarsi al resto della Grand Fleet, alle 17:40 aprì di nuovo il fuoco contro la squadra tedesca. Il sole al tramonto accecava i telemetristi tedeschi impedendo il tiro, la squadra tedesca si disimpegnò virando a nord-est alle 17:47. Beatty fece virare la sua flotta gradatamente verso est per coprire il dispiegamento della Grand Fleet, ma non coordinò correttamente la squadra di navi da battaglia veloci che gli era stata assegnata che si allontanò dalla linea tedesca. Per le 18:35, Beatty seguiva il 3rd BCS (terza squadra incrociatori da battaglia) come avanguardia della Grand Fleet in direzione est-sudest, continuando a colpire gli incrociatori da battaglia di Hipper a sud-ovest. Pochi minuti prima, Scheer aveva ordinato una virata generale di 180° a destra, e Beatty lo perse di vista nella foschia. Alle 18:44, Beatty ordinò di accostare a sud-est, poi quattro minuti dopo, sud-sudest, cercando di prendere contatto con la linea tedesca. Ordinò alle due navi rimanenti del 3rd BCS to di seguire la New Zealand, rallentando a 18 nodi (33 km/h) e virando verso sud per congiungersi con la Grand Fleet. In questo momento la girobussola del Lion si guastò facendo compiere anche al resto della flotta di incrociatori da battaglia un cerchio completo prima che il problema venisse corretto. Per le 18:55, Scheer ordinò un'altra virata generale di 180°, che lanciò le navi tedesche, di nuovo, contro la Grand Fleet, subendo un intenso bombardamento. Scheer, quindi, ordinò un'altra virata di 180° alle 7:13, riuscendo a sfuggire al fuoco della flotta britannica.

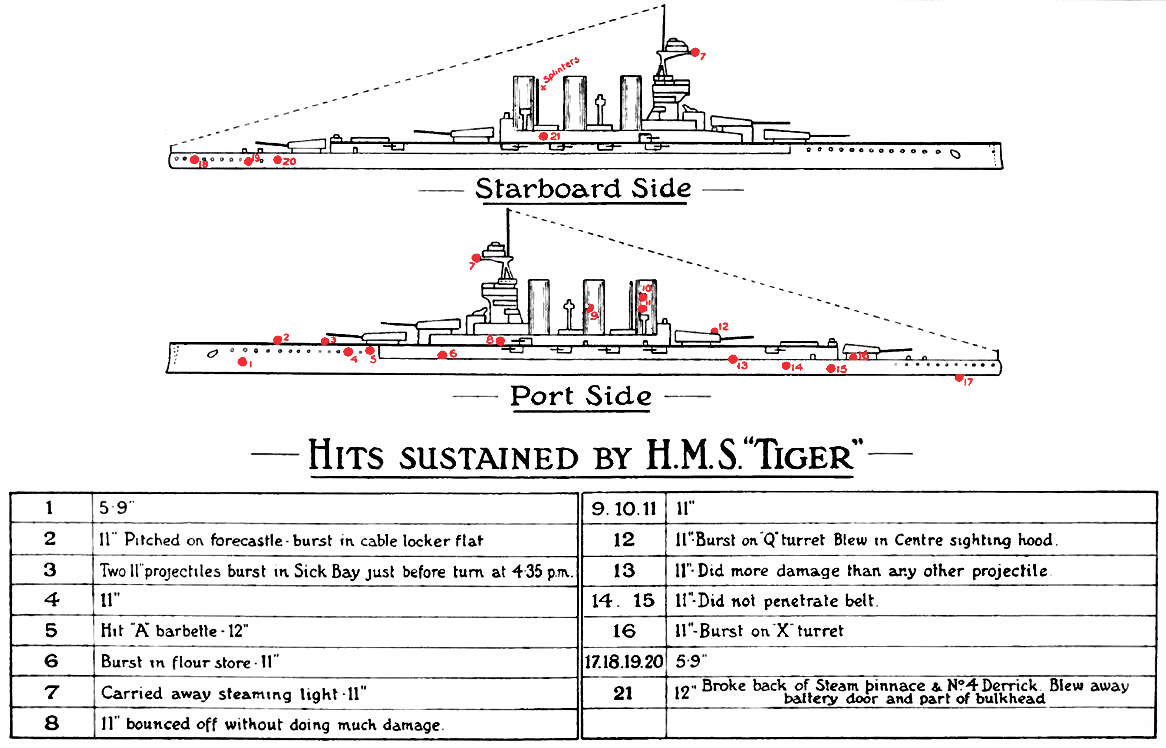
Uno schema coevo, non accurato, dei colpi subiti dal Tiger allo Jutland

I britannici persero contatto con la flotta tedesca finché, alle 20:05, la HMS Castor avvistò del fumo a ovest-nordovest, scontrandosi con alcuni cacciatorpediniere tedeschi. Allertato dallo scambio di artiglieria, Beatty ordinò alla sua flotta di virare a ovest, avvistando gli incrociatori da battaglia a sole 8 500 iarde (7 800 m). L'Inflexible aprì il fuoco alle 20:20, seguito dal resto della flotta. Dopo le 20:30, furono avvistate le navi pre-dreadnought del II. Geschwader (2ª squadra da battaglia). Seguì un breve scambio d'artiglieria prima che le navi tedesche si allontanassero nella nebbia alle 20:40. La flotta di Beatty si diresse sud-sudest, senza rendersi conto di essere più avanti della flotta tedesca, finché non invertì la rotta alle 02:55.
Il Tiger raggiunse i cantieri di Rosyth in Scozia la mattina del 2 giugno. Rimase in cantiere per riparazioni fino al primo luglio. Il Tiger subì 18 colpi, la maggior parte da parte della Moltke, che causarono la morte di 25 uomini e il ferimento di 46. Sui 303 colpi sparati dalle batterie principali ne mise a segno uno sul Moltke e due sul SMS Von der Tann. le sue batterie secondarie spararono 136 proietti contro il SMS Wiesbaden e i cacciatorpediniere tedeschi.

#### Operazioni successive

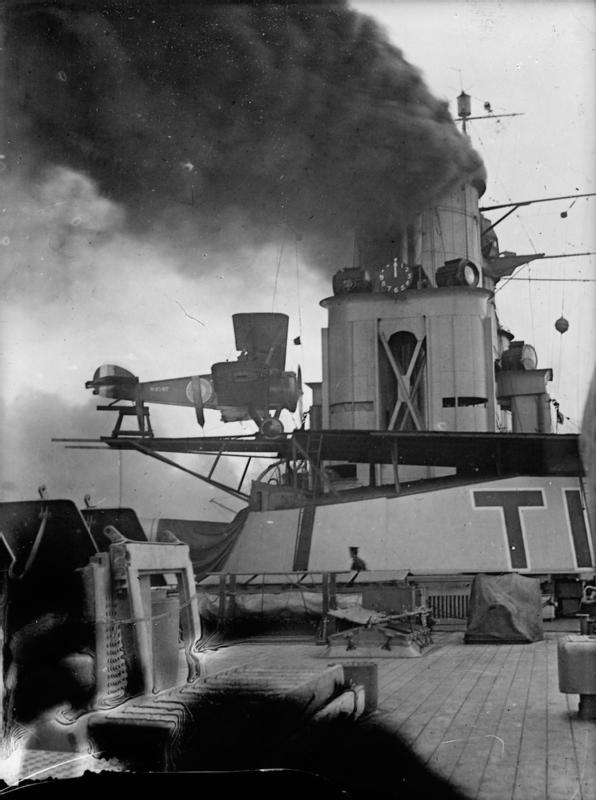
Un Sopwith Camel pronto per il lancio dalla catapulta installata sulla torretta 'Q'

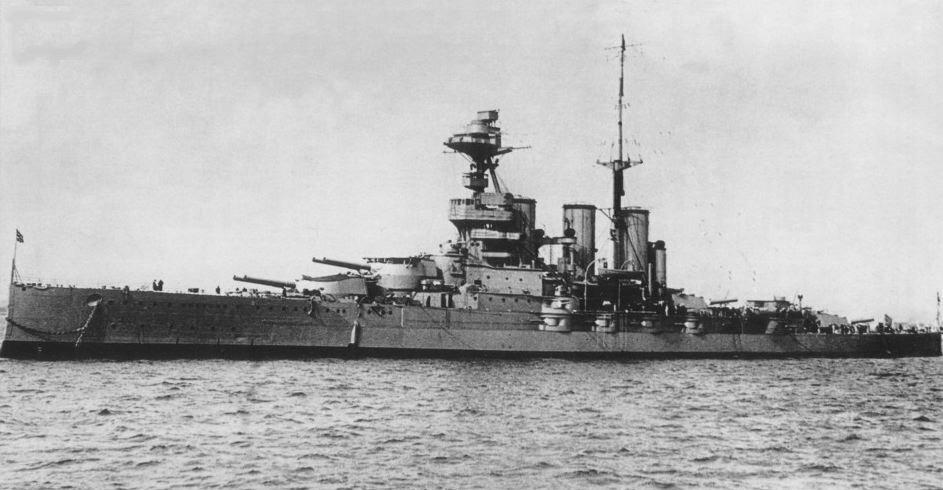
HMS Tiger nella configurazione post-1918, con il secondo albero installato tra i fumaioli

Dopo le riparazioni dei danni subiti nella battaglia dello Jutland, il Tiger divenne l'ammiraglia del 1st Battlecruiser Squadron mentre il Lion rimaneva in cantiere per le riparazioni. Nel frattempo, la sera del 18 agosto 1916, la Grand Fleet uscì in mare in risposta a dei messaggi radio decrittati dalla Room 40 che indicavano una sortita della Hochseeflotte senza le navi da battaglia pre-dreadnought del II Geschwader. L'obiettivo tedesco era di bombardare il porto di Sunderland all'alba del 19, nel tentativo di attirare e distruggere parte della Grand Fleet, coadiuvati da un grande schieramento di sommergibili e dirigibili in ricognizione. La Grand Fleet uscì con 29 navi da battaglia e sei incrociatori da battaglia. Durante tutta la giornata del 19, Jellicoe e Scheer ricevettero informazioni contrastanti, con il risultato che la Grand Fleet, raggiunto il punto di riunione della flotta nel Mare del Nord si diresse verso nord ritenendo di avere di fronte un campo minato inesistente per poi riportarsi, di nuovo, verso sud, mentre Scheer di diresse a sud-est cercando una squadra da battaglia britannica che gli era stata segnalata da un dirigibile, che in realtà era la Harwich Force. Una volta riconosciuto il proprio errore la flotta tedesca ritornò in porto. Due incrociatori britannici incapparono nello schieramento di sommergibili tedesco, affondando, colpiti dai siluri. Una nave da battaglia tedesca fu danneggiata con un siluro da un sommergibile britannico.
La nave fu sottoposta ad una lunga revisione dal 10 novembre del 1916 al 29 gennaio 1917 presso i cantieri di Rosyth dove furono rinforzate le protezioni del ponte e del tetto delle torrette e vennero installati dei telemetri nella torre di comando e sulla torretta 'X'. Per il resto della guerra, il Tiger pattugliò il Mare del Nord senza scontrarsi con il nemico dato che entrambe le flotte non cercarono più lo scontro diretto. Svolse un ruolo di supporto a distanza per le forze britanniche coinvolte nella seconda Battaglia di Helgoland il 17 novembre 1917. Nello stesso anno fu installata una catapulta sulla torretta 'Q' per il lancio di un Sopwith Camel gli fu installata una coffa per le fotoelettriche sul terzo fumaiolo. Nel 1918 fu sottoposta ad una importante revisione che spostò l'albero più indietro, sulla piattaforma delle gru di servizio e fu installata una plancia più grande sull'albero di prua e i telemetri furono aggiornati con altri dalla base più grande.

## Dopoguerra
Il Tiger rimase in servizio dopo la fine delle ostilità con la Germania e nel 1919 ricevette un'altra catapulta sulla torretta 'B'. Verso la fine del 1920 ebbe un lieve incidente mentre era assegnata alla Atlantic Fleet, si scontrò con la Royal Sovereign. Il Tiger fu escluso dai tagli al naviglio militare conseguenti al trattato di Washington, tuttavia, il 22 agosto 1921, fu assegnato alla riserva. Nel marzo del 1922 subì un riallestimento con un nuovo telemetro da 25 piedi (7,6 m) sulla torretta 'X', la coppia di cannoni antiaerei da 3 pollici furono sostituiti con quattro da 4 pollici (102 mm), e la catapulta sulla torretta 'Q' fu rimossa. Il 14 febbraio 1924, il Tiger  fu rimesso in servizio come nave da addestramento in mare, un ruolo che assolse per tutti gli anni venti. L'ultimo periodo di operatività effettiva fu nel 1929, quando la Hood fu portata in cantiere per un ammodernamento. Mentre la Hood era fuori servizio, il Tiger fu rimesso in servizio attivo per mantenere la squadra di tre incrociatori da battaglia (usualmente costituita dalla Hood con i minori Renown e Repulse). Nonostante che ancora negli anni trenta il Tiger fosse ancora in buone condizioni operative, fu deciso di radiarla in seguito alla conferenza navale di Londra del 1930. Comandata dal capitano Kenneth Dewar dal 1928 al 1929, il suo ultimo comandante fu Arthur Bedford e all'inizio del 1931, con il ritorno in servizio della Hood, fu radiata come previsto nel trattato navale di Londra.
Il Tiger fu salutato dalla Atlantic Fleet il 30 marzo 1931 presso il porto di Devonport. Fu radiata il 15 maggio 1931 a Rosyth, per poi, nel febbraio 1931, essere venduta per la demolizione alla ditta Thos W Ward di Inverkeithing.

### Esplicative
1. ↑  "Cwt" è la contrazione di hundredweight, 30 cwt si riferisce al peso dell'arma.
2. ↑  I tre asterischi si riferiscono ad una particolare sotto-versione del siluro.
3. ↑  Il Lion sul Seydlitz, il Tiger sul Moltke, la Princess Royal sul Derfflinger, e il New Zealand sul Blücher.
4. ↑  Non ci sono fonti che esplicitamente citino il Tiger come facente parte della flotta in azione il 18 agosto, dei sette incrociatori da battaglia in servizio nella Royal Navy, però solo l'Indomitable non era disponibile poiché rimase in allestimento per tutto il mese di agosto. Si veda Roberts 1997, p. 122.

### Bibliografiche
1. ↑  Breyer, p. 135.
2. ↑  Brown, p. 60.
3. ↑  "The Navy Estimates"  (News).
4. ↑  Roberts 1997, pp. 43, 45.
5. 1 2  Burt 1986, p. 213.
6. ↑  Roberts 1978, p. 88.
7. ↑  Roberts 1997, p. 76.
8. 1 2 3 4  Burt 1986, p. 212.
9. ↑  Roberts 1997, pp. 76, 80.
10. ↑  Parkes, p. 556.
11. ↑  Roberts 1978, p. 11.
12. ↑  Roberts 1978, p. 89.
13. ↑  Campbell, p. 35.
14. ↑  Friedman, pp. 49-52.
15. 1 2 3 4  Roberts 1997, p. 83.
16. ↑  Friedman, pp. 81-82.
17. ↑  (EN) John Roberts, British Battlecruisers: 1905 - 1920, Seaforth Publishing, 30 ottobre 2016, ISBN 9781473882379. URL consultato il 13 giugno 2018.
18. ↑  Friedman,  pp. 108-110.
19. 1 2  Campbell, p. 36.
20. ↑  Friedman, p. 331.
21. ↑  Brooks, p. 170
22. ↑  Roberts 1997, pp. 91-92.
23. 1 2 3 4  Burt 1986, p. 219.
24. ↑  Roberts 1997, pp. 92-93.
25. ↑  Burt 1986, p. 214.
26. 1 2 3  Roberts 1997, pp. 112-13.
27. ↑  Roberts 1997, p. 41.
28. ↑  Parkes, p. 551.
29. 1 2 3 4  Roberts 1997, p. 123.
30. ↑   Obituaries, in Admiral Sir Henry Pelly, The Times, n. 49429, 29 dicembre 1942,  p. 6.
31. 1 2  Philbin, pp. 82-86.
32. ↑  Goldrick, p. 173.
33. ↑  Fisher, p. 171.
34. ↑  Philbin, p. 143.
35. ↑  Philbin, p. 151.
36. 1 2 3 4  Tarrant, p. 36.
37. 1 2 3  Tarrant, p. 38.
38. 1 2  Tarrant, p. 39.
39. ↑  Tarrant, p. 40.
40. ↑  Tarrant, pp. 40-41.
41. ↑  Tarrant, p. 41.
42. ↑  Tarrant, p. 42.
43. ↑  Campbell 1978, p. 40.
44. ↑  Citato in Goldrick, p. 298.
45. ↑  Fisher, p. 155.
46. ↑  Beatty, pp. 245-48.
47. ↑  Tarrant, pp. 69, 71, 75.
48. ↑  Brooks, pp. 236-41.
49. 1 2  Campbell, p. 42.
50. ↑  Tarrant, p. 83.
51. ↑  Tarrant, pp. 89-91.
52. ↑  Massie, p. 595.
53. ↑  Massie, pp. 598-600.
54. ↑  Tarrant, p. 97.
55. ↑  Campbell 1998, p. 125.
56. ↑  Massie, p. 601.
57. ↑  Tarrant, p. 109.
58. ↑  Tarrant, pp. 130-38.
59. ↑  Tarrant, p. 145.
60. ↑  Tarrant, pp. 149, 157.
61. ↑  Tarrant, p. 175.
62. ↑  Tarrant, pp. 177-78.
63. ↑  Tarrant, pp. 178, 224.
64. ↑  (EN) HMS Tiger at the Battle of Jutland - Lives of the First World War, su livesofthefirstworldwar.org. URL consultato il 19 luglio 2018 (archiviato dall'url originale il 19 luglio 2018).
65. 1 2  Burt 1986, p. 220.
66. ↑  Marder, pp. 287-96.
67. ↑  Newbolt, p. 169.
68. ↑  Burt 1986, pp. 219-20.
69. ↑  Burt 1993, pp. 23, 51.
70. ↑  Parkes, p. 557.